# Domaradz (imię)
Domaradz – staropolskie imię męskie złożone z członów Doma- ("dom"; psł. *domъ oznacza "pomieszczenie, gdzie człowiek żyje ze swoją rodziną"; "wszystko, co jest w domu, rodzina, mienie, majątek", "ród, pokolenie", "strony rodzinne, kraj ojczysty") i -radz (radzić – dawniej "troszczyć się, dbać o coś"). Mogło oznaczać "ten, który troszczy się o swój dom" lub ojczyznę. Wyraz ten oznaczał patriotyzm.
Domaradz imieniny obchodzi 29 grudnia.